# South Park: Poszt-Covid különkiadás
A South Park: Poszt-Covid különkiadás (eredeti címén South Park: Post Covid) a South Park című amerikai animációs sorozat 310. része (a 24. évad 3. epizódja). Akárcsak az évad többi epizódja, ez is egy óra hosszúságú különkiadás, melyet Trey Parker írt és rendezett. Az epizód a Paramount+ streaming-szolgáltatóval kötött megállapodás alapján kizárólag náluk került bemutatásra 2021. november 25-én, Magyarországon a SkyShowtime mutatta be három évvel később, 2024. október 7-én. Dupla epizód, folytatása, a "Poszt-Covid különkiadás: A Covid visszatér" pár héttel később érkezett.
A történet számos ponton tartalmaz utalásokat a "Szárnyas fejvadász" című filmre.

## Cselekmény
Negyven év telt el a COVID-19 járvány kitörése óta, amely végre lecsengőben van. Stan Marsh elköltözött South Parkból, és online whisky-tanácsadóként dolgozik, miközben együtt él egy emberi alakban látható Amazon Alexa készülékkel, aki folyton nyaggatja őt. Telefonhívást kap Kyle-tól, aki szintén tanácsadóként dolgozik, és elmondja neki, hogy bár évek óta nem beszéltek, haza kellene jönnie, mert Kenny meghalt.
Kenny az elmúlt időszakban híres tudósként lett ismert, aki a COVID-19 eredetét és ellenszerét kutatta, és állítólag a halála előtt felfedezett valami nagyon fontosat, amit a többiek szeretnének megtudni. Mikor Stan visszatér és Kyle arra kéri, hogy segítsen neki ebben, ő elutasító, és közli, hogy csak a temetésre jött. A temetésen valamennyi régi ismerőse megjelenik: Cartman, aki azóta zsidó hitre tért és családos rabbi lett (ezt Kyle az epizód során a nyilvánvaló jelek ellenére sem hajlandó elhinni, és úgy véli, az egészet Cartman találta ki a szívatása végett), az élettársként együtt élő Tweek és Craig, Wendy Testaburger és a férje, Darwin, a híres tévés talkshow-műsorvezetővé vált Jimmy, akinek semmi sértővel nem szabad viccelnie, a rendőrként dolgozó Token, és Clyde. Stan a tévében lát egy riportot, amiben azt mondják, hogy Kenny a halála előtt csakugyan valami fontos dologra utalt, azzal, hogy halála esetére az információkat elrejtette egy olyan helyre, amiről csak a barátai tudhatnak. A videóban meglátja, hogy az egyik táblára felírt képletében elrejtette a "Böcsület Gandzsa" feliratot. Ezután nyilvánosan megvádolja Kyle-t, hogy az egészet ő rendezte meg, azért, hogy találkozzon az apjával, Randyvel. Miután Stan távozik, egy tudós bejelenti, hogy Kenny halálát a koronavírus egy új, eddig ismeretlen törzse okozta, a Covid Delta Plusz Hűségprogram-variáns, amire kitör a pánik és az egész várost karanténba helyezik. Ennek oka pedig az, hogy van a városban egyetlen ember, aki még nem kapott oltást, de hogy ki, azt nem árulhatják el.
A menhelyek mind megteltek, ezért Cartmanék kénytelenek Kyle házában megszállni, Stan és a többiek pedig az iskolában. Itt rájönnek, hogy Clyde az, aki nem hajlandó oltakozni. Stan felkeresi az apját az idősek otthonában: kiderül, hogy Sharon a járvány kezdetén beadta ellene a válópert, és folyamatosan a Böcsület Farm tulajdonrésze felett vitatkoztak. Stan nem bírta ezt elviselni, felgyújtotta a farmot, ám ezzel akaratán kívül azt idézte elő, hogy a nővére, Shelley is bennégett. Sharon ezt megtudva öngyilkos lett, és ez az oka, hogy Randy nem áll szóba a fiával. Végül mégis együtt szöknek meg az otthonból, és egyenesen odamennek, ami a Böcsület Farmból maradt. Itt Randy bevallja a fiának, hogy ő a felelős azért, hogy kitört a járvány, mert kínai útja során 2019-ben közösült egy tobzoskával. Azt is felfedi, hogy korábban kannabiszmagokat csempészett a végbelében, és Stan ez alapján úgy véli, hogy Kenny is hasonlóan tehetett a hiányzó adatokkal.
Token, Craig, Tweek, Wendy, Jimmy, és Clyde rájönnek, hogy Kenny titkos laborja az iskola egyik szárnyában volt, és ott egy időgép építésén dolgozott, hogy megakadályozza a járvány kitörését. Arra is rájönnek, hogy a kutatási adatokban mindenütt ott volt egy név: Victor Kausz. Az illető volt Kenny jobbkeze, de már évek óta elmegyógyintézetben van. Megpróbálnak bejutni hozzá, de nem sikerül, mert Clyde nincs beoltva. Stan, Kyle és Cartman elmennek a hullaházba, és megszerzik a Kenny végbelében elrejtett pendrive-ot. Megnézik a többiekkel a tartalmát, és azon egy videó látható, amelyen Kenny azt üzeni a világnak, hogy mindenért Stan, Kyle és Cartman a felelősek, mert hagyták, hogy a járvány miatt úgy összevesszenek, hogy többé szóba se álljanak egymással. Mivel Kenny nem viselt maszkot, az időgép meghibásodott, és a tudósok, akik segítettek neki a munkájában, meghaltak. Kenny egy pillanatra eltűnt, majd visszatért, de már COVID-fertőzötten. Stan, Kyle és Cartman kibékülnek és elhatározzák, hogy befejezik Kenny munkáját. Cartman azonban csak színleg van benne - félti, hogy ha megváltozik a jövő, a családja se lesz többé. A Böcsület Farm maradványai közt Randy talál egyetlen apró kannabisztövet, és elhatározza, hogy mindenáron megvédi. Az epizód végén az is kiderül, hogy az elmegyógyintézetben őrzött illető nevét félrebetűzték, és ő valójában Victor Káosz, azaz Butters.

## Készítése
2021. augusztus 5-én bejelentették, hogy Parker és Stone 900 millió dolláros szerződést írt alá, melynek keretében a Comedy Centralon a 30. évadig egész biztosan folytatják a sorozatot, továbbá 14, egyenként egy óra hosszúságú epizódot készítenek kizárólag a Paramount+ számára, amely a Comedy Centralt is tulajdonló ViacomCBS saját streamingszolgáltatása. Egyben bejelentették, hogy két film már 2021-ben meg fog jelenni, és várhatóan évente még kettő, egészen 2027-ig. Habár mozifilmekként hivatkoztak eleinte rájuk, Parker és Stone leszögezték, hogy ezek nem filmek, hanem egyfajta különkiadások.

## Fordítás
- Ez a szócikk részben vagy egészben  a   South Park: Post Covid című angol Wikipédia-szócikk ezen változatának fordításán alapul.  Az eredeti cikk szerkesztőit annak laptörténete sorolja fel. Ez a jelzés csupán a megfogalmazás eredetét és a szerzői jogokat jelzi, nem szolgál a cikkben szereplő információk forrásmegjelöléseként.